# Arbeiter-Turn- und Sportbund

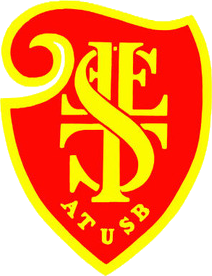
Logo mit dem Arbeiter-Turnerkreuz, gebildet aus den Buchstaben F, F, S, T für „Frisch, frei, stark, treu“. Das Logo wurde 1907 auf dem VIII. Bundestag in Stuttgart eingeführt.

Der Arbeiter-Turn- und Sportbund (ATSB) war ein deutscher Sportverband der Arbeiterbewegung, der 1919 aus dem Arbeiterturnerbund hervorging und der 2008 aufgelöst wurde.

## Geschichte

### Entstehung 1919
Der Arbeiterturnerbund (ATB), welcher 1893 in Gera gegründet worden war, benannte sich 1919 in Arbeiter-Turn- und Sportbund (ATSB) um. Die neue Namensgebung verdeutlicht die zunehmende Versportlichung und Modernisierung des ATB und eine Öffnung gegenüber den Sportspielen und der Leichtathletik. Dies kann einerseits als eine Reaktion auf den sich veränderten Zeitgeist der Jugend und andererseits auf die schwindenden Mitgliederzahlen vor 1914 verstanden werden, die auf eine konsequente Ablehnung von Wettkämpfen zurückgeführt werden kann. Diese Ablehnung hatte zur Folge, dass wohl viele leistungsorientierte Sportler und Leichtathleten bürgerliche Vereine und die Deutsche Turnerschaft (DT) bevorzugten. Beide Einrichtungen konnten in den letzten Vorkriegsjahren hohe Zuwachsraten verzeichnen. Nach Beendigung des Ersten Weltkrieges und einer Neuorientierung musste der ATB dieser Entwicklung entgegenwirken. Durch die vollständige Anerkennung des Fußballs als vollwertige Sportart demonstrierte der ATSB zudem, dass er nicht gewillt war, dem Deutschen Fußball-Bund (DFB) die Monopolisierung dieser attraktiven Sportart zu überlassen. Dabei kam es dem ATSB zugute, dass er auf die gewachsenen Organisationsstrukturen des ATB zurückgreifen konnte.
Der ATSB gliederte sich in sieben Kreise, deren Schwerpunkt in Mitteldeutschland lag. Um 1914 waren ca. 1,4 Millionen Menschen Mitglied im ATB, was diesen zur weltweit größten Organisation für Leibesübungen machte. Des Weiteren übernahm der ATSB die Mitgliederzeitung des ATB, die Arbeiter-Turnzeitung (ATZ), welche ebenfalls in Gera gegründet wurde. Seit der Gründung der ATZ erreichte diese immer höhere Auflagenzahlen, welche im Jahr 1913 ihren Höhepunkt von 119.000 Exemplaren erreichen sollte. Neben der ATZ übernahm der ATSB auch die Geschäfte des 1907 gegründeten Arbeiter-Turnverlag.

### Weimarer Zeit (1919–1933)

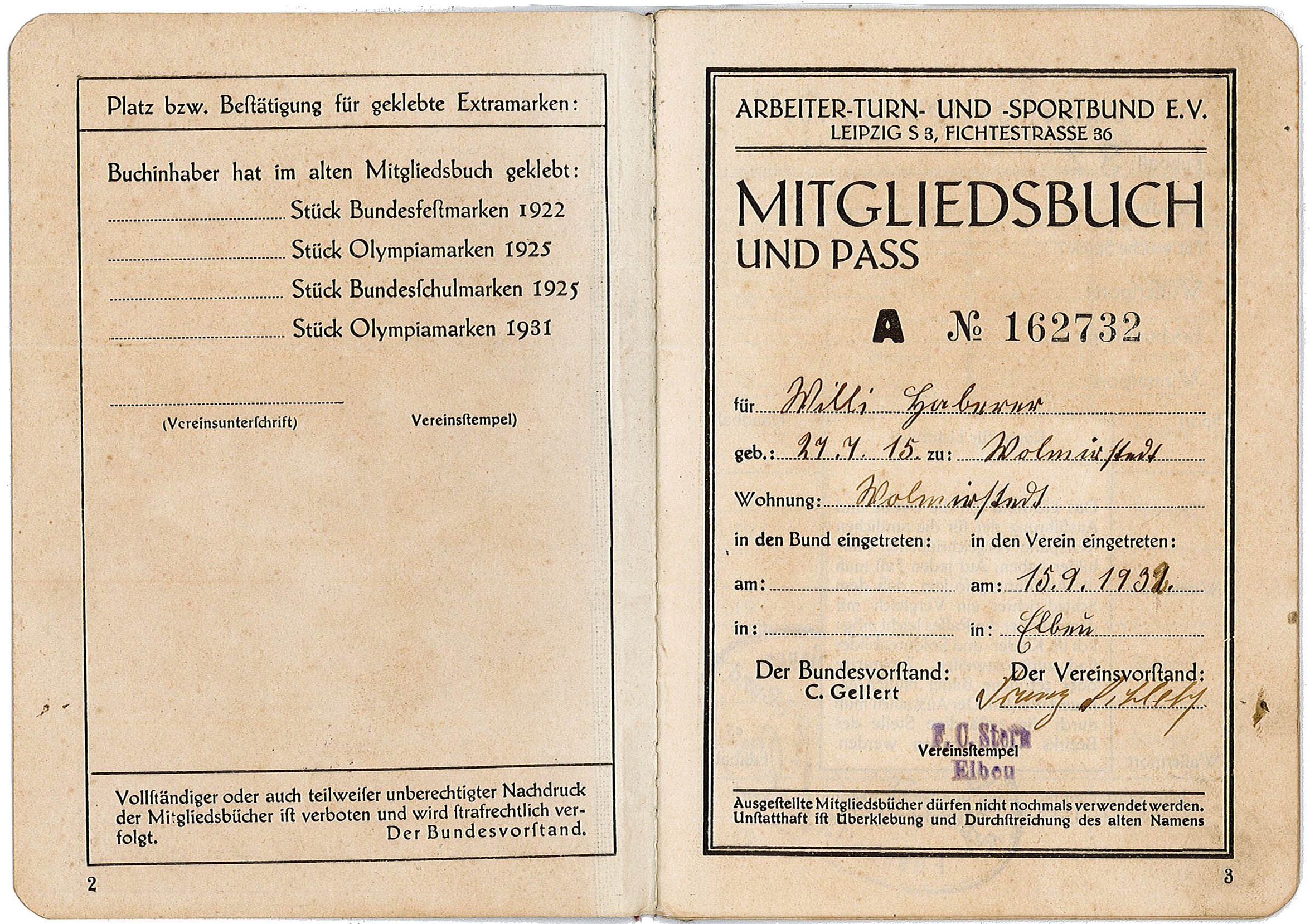
Mitgliedsbuch 1932 (Foto: Museum Wolmirstedt)

Der ATSB wuchs trotz seiner verspäteten Modernisierung zur mitgliederstärksten Organisation der Sozialen Arbeitersportinternationalen (SASI), welche 1928 ca. 2,2 Millionen Mitglieder umfasste. Dies ermöglichte dem ATSB 1926 den Ausbau einer eigenen Bundesschule in Leipzig. Etwa ein Drittel der Baukosten in Höhe von 1,25 Millionen Reichsmark wurden durch Spenden von Bundesmitgliedern in den Jahren 1925 und 1926 abgedeckt. Der Rest wurde durch Zuschüsse vom Deutschen Reich, vom Land Sachsen, der Städte Leipzig und Berlin sowie aus Geldern des Arbeiter-Turnverlages finanziert. Bis zur Eröffnung der Bundesschule hatte der ATSB trotz der ideologischen Kluft die Einrichtungen des bürgerlichen Sports pragmatisch genutzt. In der neuen Bundesschule baute der ATSB sein Lehr- und Fortbildungssystem weiter aus. Eine Vielzahl von Lehrmaterialien, die vom Arbeiter-Turnverlag veröffentlicht wurden, unterstützen dies. Den Schwerpunkt in diesen Arbeitsmaterialien bildeten kultur- und erziehungsorientierte Fragen, deren Ansätze explizit von den Mitgliedern verfolgt werden sollten. Zudem war die Bundesschule in Leipzig eine über den Arbeitersport hinaus anerkannte Bildungseinrichtung. Im Zeitraum von 1926 bis 1933 fanden insgesamt 62 zweiwöchige Lehrgänge mit 1800 Teilnehmern, 68 einwöchige Lehrgänge mit 1875 Teilnehmern und 72 dreiwöchige Lehrgänge mit 2474 Teilnehmern statt. Neben der geistigen und sporttechnischen Schulungsarbeit erzielte der ATSB sowohl durch Bundesfeste (1922 in Leipzig, 1929 in Nürnberg), als auch Arbeiterolympiaden (1925 in Frankfurt am Main, 1931 in Wien) Aufmerksamkeit in der Öffentlichkeit. Bereits beim 1. Bundesfest in Leipzig nahmen Sportler aus elf Nationen teil. Im Gegensatz zu den Bürgerlichen Sportverbänden und der DT nahm der ATSB damit unmittelbar nach dem Ersten Weltkrieg seine internationalen Kooperationen wieder auf.
Trotz dieser Erfolge konnte der ATSB seine sozialistischen Erziehungsvorstellungen, welche er auf der Verbandsebene beschloss, nur selten auf der Vereinsebene und im Wettkampfsport durchsetzen. Das Leistungsprinzip wurde zur leitenden Komponente der Organisation. Die einzige Ausnahme bildete die Wassersparte. Hier dominierte weiterhin das Prinzip der Geselligkeit.
Politisch bekannte sich der ATSB offen zur Sozialdemokratischen Partei (SPD). Das hatte zur Folge, dass der ATSB in seinen eigenen Reihen gegen Kommunisten vorging. Dies führte zum Ausschluss von ca. 32.000 Mitgliedern der kommunistischen Partei bis 1932.

### Zeit des Nationalsozialismus (1933–1945)
Mit der Machtübernahme der Nationalsozialisten 1933 begann die politische Zerschlagung des ATSB. Ein Großteil der Vereine wurde zwangsaufgelöst, Vermögen und Sportgeräte beschlagnahmt. Trotzdem versuchten die Mitglieder zumeist weiter untereinander Kontakt zu halten und suchten nach Möglichkeiten weiter gemeinsam Sport zu treiben. Selten gelang es Arbeitersportvereinen sogar in Verbände des bürgerlichen Sports einzutreten. Der Reichssportführer erließ Direktiven, die ein massenhaftes Übertreten von Arbeitersportlern in Vereine des bürgerlichen Sports und der DT verhindern sollten. Hiernach durften die Mitglieder nur noch einzeln nach Stellung von zwei Bürgen und einer schriftlichen Loyalitätserklärung in Vereine des Deutschen Reichsbundes für Leibesübungen (DRL) aufgenommen werden.
Ein Teil der Bundesleitung des ATSB emigrierte in die Sowjetunion, wie zum Beispiel Karl Bühren oder Max Schulze. Der Rest wurde 1936 für ein halbes Jahr von der Gestapo festgenommen und inhaftiert. Darüber hinaus lässt sich kein Nachweis von koordiniertem Widerstand seitens der ATSB-Führung erbringen. Falls Arbeitersportler im Widerstand aktiv waren, war es meist ihre individuelle Entscheidung, die sie zu diesem Schritt bewegten. Im Gegensatz dazu agierte die kommunistische Organisation des Arbeitersports, die Kampfgemeinschaft für Rote Sporteinheit (KG), im Untergrund und gründete mehrere illegale Reichsleitungen, welche von der Gestapo enttarnt und zerschlagen wurden.
Die Bundesschule des ATSB in Leipzig wurde am 23. März 1933 durch die SA der NSDAP besetzt. Der Versuch, die Bundesschule in eine SA-Sportschule umzuwandeln, scheiterte. Das Land Sachsen beschlagnahmte die Bundesschule und etablierte in ihr das Institut für Leibesübungen der Universität Leipzig unter der Leitung von Hermann Altrock. Neben der Bundesschule wurden auch die Gelder des ATSB konfisziert. Auf dem ATSB-Bundestag 1930 wurde das Bundesvermögen des ATSB auf 25.696.058 Reichsmark beziffert. Dazu gehörten 2139 Sportplätze, 342 Übungshallen, 367 Vereinshäuser, 101 Bootshäuser, 128 Badeanlagen, 16 Sprungschanzen und 1510 Umkleide- bzw. Geräteräume.

### Entwicklung nach 1945
Aufgrund der historischen Gegebenheiten verlief die Entwicklung des ATSB nach 1945 im geteilten Deutschland unterschiedlich.

#### Im Westen
Nach Kriegsende kam es in den westlichen Besatzungszonen zur Neubildung von ehemaligen Fachverbänden, der Arbeiterradfahrer, der Naturfreunde und des Arbeiter-Samariter-Bundes. Zu einer direkten Neugründung des ATSB nach 1945 kam es jedoch nicht. Welche Gründe und Ursachen dies hatte, wurde in der Literatur ausgehend behandelt.
Dennoch waren einige ehemalige Arbeitersportler wie Oscar Drees in der sozialdemokratischen Ausrichtung des Deutschen Sportbundes (DSB; seit 2006 DOSB) beteiligt. Werte und Traditionen des Arbeitersports, wie die Förderung des Breiten- und Freizeitsports als auch der Sport mit Behinderten werden im DOSB weiter verfolgt. Was die SPD 1978 als soziale Offensive im Sport auf dem Sportkongress vorstellte und verlangte, gehört heute zur gängigen Praxis des DOSB. So wird heute der Sport als Mittel zur Integration von sozial Benachteiligten, körperlich Behinderten, Ausländern, Aussiedlern und Asylbewerbern verstanden. An den langjährigen Vorsitzenden des ATSB erinnerte bis 2007 die Friedrich-Wildung-Plakette. Diese Auszeichnung verlieh der DOSB an sozial besonders aktive Vereine oder Sportgruppen. Aufgrund einer Debatte um die NS-Vergangenheit von Carl Diem entschied der DOSB, sich von allen namensgebundenen Auszeichnungen zu trennen.
Nur im Südwesten Deutschlands entstand der 10. Kreis des ATSB neu, wobei vor allem die Restitution des kreiseigenen Vermögens im Vordergrund stand. Er existiert bis heute und hält die Traditionen des Arbeitersportes hoch.

#### Im Osten
In der Sowjetischen Besatzungszone verhinderte die SED eine Wiedergründung des ATSB. Der Staatssport der DDR beanspruchte, die Tradition des Arbeitersports weiterzuführen.

### Wiedergründung nach 1990 und Auflösung 2008
Am 16. November 1992 wurde der ATSB in Bonn wiedergegründet und 1993 ins Vereinsregister aufgenommen. Die Inhalte und Ausrichtung der Organisation wurden im Paragraphen 2 der Satzung festgelegt. Diesbezüglich wurde im Jahr 2001 an der Universität Potsdam ein Nutzungskonzept für die ehemalige Bundesschule des Arbeiter-Turn- und Sportbundes erarbeitet. Doch scheiterten sowohl die Zurückerlangung der Bundesschule in Leipzig als auch ein Restitutionsantrag an das Land Sachsen, der eine Regelung der Vermögungsfrage beinhaltete.
Am 4. April 2008 kam es zur erneuten Auflösung des ATSB, nachdem die letzten Gespräche mit der Stadt Leipzig und dem Land Sachsen scheiterten.

### Fußballmeisterschaften des ATSB
- 1919/20: TSV 1895 Fürth
- 1920/21: ATSV Stötteritz (Leipzig)
- 1921/22: ATSV Stötteritz
- 1922/23: ATSV Stötteritz
- 1923/24: Dresdner SV 10
- 1924/25: Dresdner SV 10
- 1925/26: Dresdner SV 10
- 1926/27: Dresdner SV 10
- 1927/28: SC Adler Pankow
- 1928/29: Lorbeer 06 Hamburg
- 1929/30: TSV Nürnberg-Ost
- 1930/31: Lorbeer 06 Hamburg
- 1931/32: TSV Nürnberg-Ost
- 1932/33: abgebrochen